# Калюжний Іван Володимирович
Іван Володимирович Калюжний (нар. 21 січня 1998, с. Довжик, Золочівський район, Харківська область, Україна) — український футболіст, центральний півзахисник «Металіста 1925». Гравець національної збірної України. Срібний призер чемпіонату України 2024/25.

## Біографія

### Ранні роки
Вихованець академії харківського «Металіста», в якій навчався протягом семи років. До «Металіста» грав за харківський «Арсенал», приїжджаючи лише на ігри, на тренування потрапляв рідко. Перші тренери — Володимир Лінке та Олег Крамаренко. З 2011 по 2014 рік провів за харків'ян 62 матчі та забив 18 голів у чемпіонаті ДЮФЛ, а також 7 матчів (1 гол) у вищій лізі юнацького чемпіонату України (U-17). Проходив збори з першою командою «Металіста» під час зимової перерви у чемпіонаті 2014/15.
27 лютого 2015 року підписав контракт із київським «Динамо». Того ж року зіграв за киян 16 матчів і забив один гол у ДЮФЛ, згодом став виступати за юнацьку (U-17 — 3 матчі, 1 гол; U-19 — 67 матчів, 6 голів) та молодіжну (20 матчів, 1 гол) команди «Динамо». 67 ігор, проведених Калюжним у Чемпіонаті України U-19, є другим показником за всю історію турніру. Був капітаном команди U-19. Ставав переможцем (2015/16, 2016/17) та срібним призером (2014/15) Юнацького чемпіонату України, переможцем Молодіжного чемпіонату України 2017/18. Також провів 12 матчів (1 гол) у Молодіжній Лізі УЄФА. 8 жовтня 2016 року дебютував у складі першої команди «Динамо» у товариській грі проти «Олімпіка» (3:3), відігравши весь матч та забивши гол на 83 хвилині.

### Професійна кар'єра
Улітку 2018 року Калюжний міг перейти до «Волині», але віддав перевагу поверненню до рідного міста, уклавши 1 липня договір щодо виступів у «Металісті 1925» на правах оренди з «Динамо». Дебютував на професійному рівні 22 липня у матчі першого туру Першої ліги «Металіст 1925» — «Агробізнес» (2:0), вийшовши на заміну на 67 хвилині (за рахунку 0:0) замість Євгенія Терзі. Відразу став гравцем основного складу харківської команди, взявши участь у 26-ти іграх чемпіонату (з 27-ми командних), у 25-ти з них вийшовши у стартовому складі. Також зіграв один матч у Кубку України. Відзначився одним голом за «Металіст 1925» у чемпіонаті.
24 липня 2019 року став гравцем першолігового львівського «Руху». У сезоні 2019/20 зіграв у Першій лізі 27 матчів з 30 командних та забив два голи, допомігши львів'янам посісти друге місце в чемпіонаті та підвищитися в класі. В Українській прем'єр-лізі дебютував у першому турі сезону 2020/21, вийшовши в стартовому складі «Руху» в матчі проти «Ворскли» (2:5). Після закінчення терміну оренди наприкінці 2020 року покинув львівський клуб.
12 лютого 2021 року підписав 2-річний контракт з іншим клубом УПЛ, «Олександрією». У січні 2022 року продовжив контракт із «жовто-чорними» до травня 2025 року. У сезоні 2021/22, недограному через повномасштабне вторгнення Росії в Україну, провів 16 матчів (2 голи, 3 гольові передачі) та ввійшов до списку 33-х найкращих футболістів УПЛ за версією видання SportArena як центральний півзахисник № 3.
18 квітня 2022 року перейшов до ісландського клубу «Кеплавік» на умовах оренди з «Олександрії» до кінця сезону 2021/22.
21 червня 2025 року повернувся до «Металіста 1925», підписавши з харківським клубом трирічний контракт.

### Виступи за збірні
Викликався до юнацьких збірних команд України U-17 та U-19. Дебютував у збірній 13 серпня 2013 року у матчі збірної України U-17 проти шотландських однолітків (2:2).
5 жовтня 2024 року був викликаний Сергієм Ребровим до національної збірної України на матчі Ліги націй УЄФА проти Грузії та Чехії.

### Особисте життя
Любить читати книги про спорт, зокрема, футбольні автобіографії. Серед улюблених книжок — «Маніфест великого тренера» Тіма Гровера.
Одружений, виховує доньку 2020 року народження.
20 грудня 2024 року під час чергового ракетного обстрілу Києва Росія знищила автомобіль Калюжного.

## Статистика

### Матчі за збірну
Станом на 7 червня 2025 року
| Дата       | Місто    | Господарі | Результат | Гості   | Турнір                                    | Голи | Примітки  |
| ---------- | -------- | --------- | --------- | ------- | ----------------------------------------- | ---- | --------- |
| 11-10-2024 | Познань  | Україна   | 1 – 0     | Грузія  | Ліга націй УЄФА 2024—2025 - груповий етап | –    | 45+5' 90' |
| 14-10-2024 | Вроцлав  | Україна   | 1 – 1     | Чехія   | Ліга націй УЄФА 2024—2025 - груповий етап | –    | 64'       |
| 16-11-2024 | Батумі   | Грузія    | 1 – 1     | Україна | Ліга націй УЄФА 2024—2025 - груповий етап | –    | 80'       |
| 19-11-2024 | Тирана   | Албанія   | 1 – 2     | Україна | Ліга націй УЄФА 2024—2025 - груповий етап | –    |           |
| 20-03-2025 | Марбелья | Україна   | 3 – 1     | Бельгія | Ліга націй УЄФА 2024—2025 - плей-оф       | -    | 88'       |
| 23-03-2025 | Генк     | Бельгія   | 3 – 0     | Україна | Ліга націй УЄФА 2024—2025 - плей-оф       | -    |           |
| 07-06-2025 | Торонто  | Канада    | 4 – 2     | Україна | товариський матч                          | -    | 82'       |
| Усього     |          | Матчів    | 7         |         | Голів                                     | 0    |           |

## Досягнення
- Срібний призер Першої ліги України: 2019/20
- Срібний призер Прем'єр-ліги України: 2024/25